# Fyrfläckig gallblomfluga
Fyrfläckig gallblomfluga (Pipiza quadrimaculata) är en tvåvingeart som först beskrevs av Georg Wolfgang Franz Panzer 1804.  Fyrfläckig gallblomfluga ingår i släktet gallblomflugor, och familjen blomflugor. Arten är reproducerande i Sverige. Inga underarter finns listade i Catalogue of Life.

## Bildgalleri

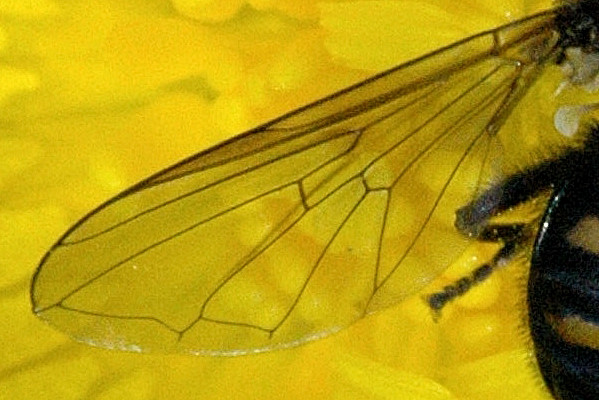